# الحزب الشيوعي البوليفي
الحزب الشيوعي البوليفي (بالإسبانية: Partido Comunista de Bolivia)‏ هو حزب سياسي شيوعي في بوليفيا. تأسس الحزب في عام 1950. وقد تأسس على يد راؤول رويز غونزاليز وعدد من الأعضاء السابقين في حزب اليسار الثوري (PIR). وظل الحزب صغيرا ولم يعقد أول مؤتمر حزبي له حتى عام 1959.